# Roni Jonah
Roni Jonah (Vancouver, 16 giugno 1981) è una musicista e wrestler statunitense che combatte con lo pseudonimo "Rockstar".
Attualmente sotto contratto di sviluppo con la WWE, combatte nella Ohio Valley Wrestling e in altre federazioni indipendenti.

## Ohio Valley Wrestling 2006-2007
Jonah debutta in un house show della OVW il 18 marzo 2006, vincendo un match di coppia insieme a Cherry contro Serena e Melody. L'8 aprile Roni perde un incontro per squalifica contro Beth Phoenix a causa dell'interferenza di Shelly Martinez, arrivata sul ring per attaccare Beth. La Jonah debutta in uno show TV OVW interpretando la parte della fidanzata di Mike Mizanin, inserendosi nel feud che il ragazzo stava portando avanti contro Aaron Stevens. Il 22 aprile Roni viene attaccata da Beth Phoenix con un DDT, e il 10 maggio la Phoenix interferisce nel match di coppia di Roni e Mike. Il 7 settembre Roni partecipa per la prima volta ad una Women's Battle Royal valida per l'OVW Women's Championship, che venne però vinto da ODB. Jonah partecipa anche al concorso "Miss OVW 2007", che però perde a favore sempre di ODB. Il 12 giugno 2007 Roni (in uno show della federazione Women Extreme Wrestling) conquista insieme a Principal Lazarus i Women Extreme Wrestling Tag Team Titles. Quella stessa notte Roni perse un Hardcore Match nel main event, contro Amy Lee.

## Finisher e Trademark move
- Rockstar Slam (Waterwheel slam)

## Wrestler accompagnati da Roni Jonah
- Chris Cage
- Melody
- Johnny Punch
- Mike Mizanin
- Pat Buck

## Titoli e riconoscimenti
Women Extreme Wrestling
- WEW Tag Team Titles (1, attuale)

## Curiosità
- Roni Jonah ha progettato gli abiti che Kelly Kelly indossava durante i suoi streaptese, e gli abiti che Ariel indossava.